# 백야 (1985년 영화)
《백야》(영어: White Nights)은 1985년에 개봉한 미국의 뮤지컬 드라마 영화이다.

## 출연진
- 미하일 바리시니코프 - 니콜라이 “콜랴” 로드첸코 역
- 그레고리 하인스 - 레이먼드 그린우드 역
- 예지 스콜리모프스키 - 차이코 대령 역
- 헬렌 미렌 - 갈리나 이바노바 역
- 제럴딘 페이지 - 앤 와이엇 역
- 이사벨라 로셀리니 - 다리야 그린부트(다리아 그린우드) 역
- 존 글러버 - 윈 스콧 역
- 스테판 그리프 - 키리긴 대위 역
- 셰인 리머 - 래리 스미스 대사 역
- 메리엄 다보 - 프랑스 여성 역
- 대니얼 벤잘리 - 애셔 박사 역

## 기타 제작진
- 음악 감독: 필 러몬

## 우리말 녹음
KBS 성우진 (1991년 1월 1일)
- 김세한 - 니콜라이(미하일 바리시니코프)
- 설영범 - 레이먼드(그레고리 하인스) / 비행 조종사(데이비드 새빌)
- 손정아 - 갈리나(헬렌 미렌)
- 권희덕 - 다리야(이사벨라 로셀리니)
- 김병관 - 미국 대사(셰인 리머)
- 박상일 - 차이코(예지 스콜리모프스키)
- 남궁윤 - 윈 스콧(존 글러버)
- 김정호 - 키리긴(스테판 그리프) / 비행 부조종사(이언 리스턴)
- 임수아 - 앤(제럴딘 페이지)
- 문옥현 - 도보르니크(갈리나 포메란체바)
- 박신영 - 스튜어디스(메구미 시마누키) / 소련 여자
- 정동열 - 비행 부조종사(베니 영) / 시장 상인 / 소련 요원
- 윤병화 - 미국 대사 요원(대니얼 벤잘리) / 소련 장군 / 시장 상인 / 소련 요원 / 택시 기사
- 정옥주 - 스튜어디스(힐러리 드레이크) / 소련 여자